# Torres Teleposta
Las Torres Teleposta conforman el octavo edificio más alto de Nairobi, Kenia. El edificio está ubicado en el centro de la ciudad, a lo largo de la avenida Kenyatta. Tiene 120 metros de altura y 27 pisos, alberga las oficinas de Telkom Kenia, del Ministerio de Información y Comunicaciones de Kenia y el Ministerio de Comercio de Kenia. La construcción de las torres se inició en 1996 y se completó en 1999.  Fue diseñado por Anthony Gleeson y construido por Laxmanbhai Construction. Cuando se construyó en 1999, era el tercer edificio más alto de Kenia.